# Saint-Nicolas-de-Bourgueil
Pour les articles homonymes, voir Saint-Nicolas et Bourgueil (homonymie).
Pour le vin, voir saint-nicolas-de-bourgueil (AOC).
Saint-Nicolas-de-Bourgueil est une commune française située dans le département d'Indre-et-Loire en région Centre-Val de Loire.
Ce petit bourg est situé sur la route des grands châteaux de la Vallée des Rois (Chenonceau, Villandry, etc.). Le vignoble de Saint-Nicolas-de-Bourgueil est réputé.
Ses habitants sont appelés les Saint-Nicolaisiens, Saint-Nicolaisiennes.

## Géographie

### Localisation
La commune est située dans la Touraine angevine, anciennement l'Anjou, jusqu'à la Révolution française.
| La Breille-les-Pins Maine-et-Loire |                            | Bourgueil             |
| Brain-sur-Allonnes Maine-et-Loire  | Saint-Nicolas-de-Bourgueil | Bourgueil             |
|                                    | Chouzé-sur-Loire           | La Chapelle-sur-Loire |

### Hydrographie

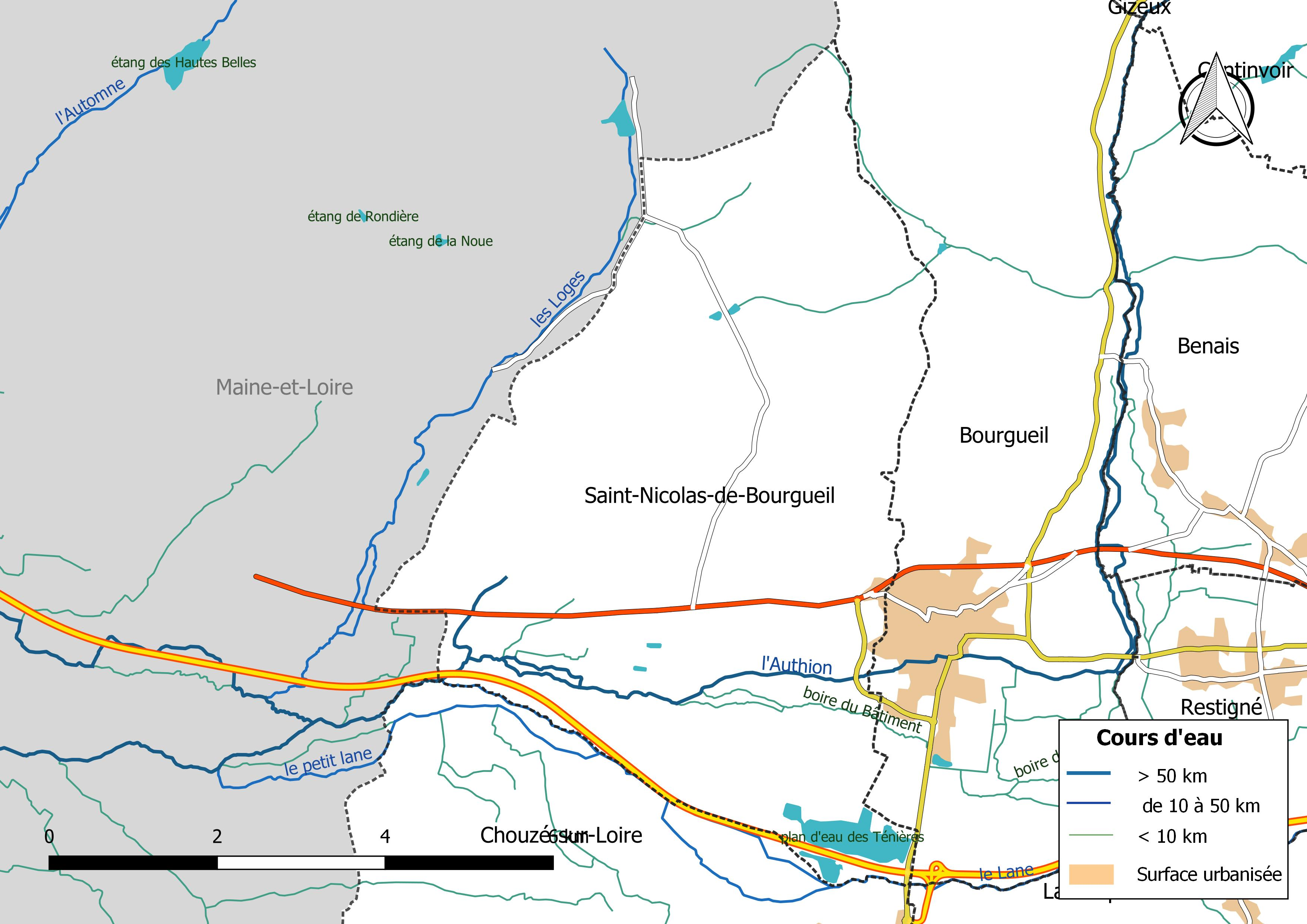
Réseau hydrographique de Saint-Nicolas-de-Bourgueil.
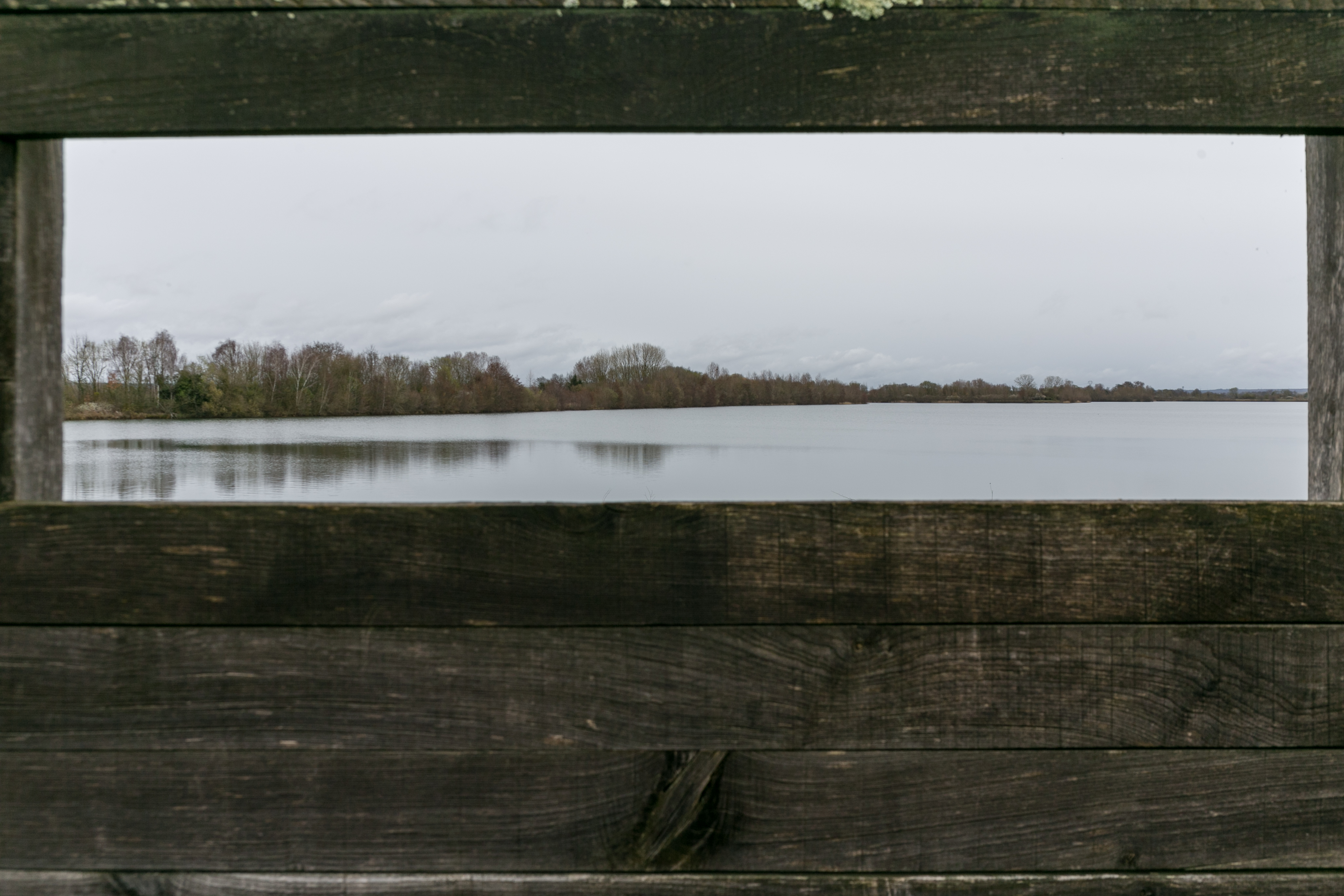
L'étang des Tennières.

Le réseau hydrographique communal, d'une longueur totale de 20,05 km, comprend deux cours d'eau notables, l'Authion (5,732 km), qui prend localement le nom de Changeon, et le Lane (1,274 km), et sept petits cours d'eau dont la boire du Bâtiment (2,285 km),.
L'Authion, d'une longueur totale de 99,8 km, prend sa source à 86 m d'altitude près de Bourgueil, à Hommes, à la fontaine de la Favrie et se jette dans la Loire près d'Angers à Sainte-Gemmes-sur-Loire, à 15 m d'altitude, après avoir traversé 29 communes.
Sur le plan piscicole, l'Authion est classé en deuxième catégorie piscicole. Le groupe biologique dominant est constitué essentiellement de poissons blancs (cyprinidés) et de carnassiers (brochet, sandre et perche).
Le Lane, d'une longueur totale de 27,8 km, prend sa source dans la commune de Coteaux sur Loire et se jette dans l'Authion à Varennes-sur-Loire (Maine-et-Loire), après avoir traversé 10 communes. Sur le plan piscicole, le Lane est également classé en deuxième catégorie piscicole.
Quatre zones humides ont été répertoriées sur la commune par la direction départementale des territoires (DDT) et le conseil départemental d'Indre-et-Loire : « la tourbière du Petit Buton », « la vallée du Ruisseau de Gravot », « l'étang des Tennières », « l'étang du Caillou à l'Ane » et « l'étang de la Reverdière »,.

### Climat
Pour des articles plus généraux, voir Climat du Centre-Val de Loire et Climat d'Indre-et-Loire.
En 2010, le climat de la commune est de type climat océanique altéré, selon une étude du Centre national de la recherche scientifique s'appuyant sur une série de données couvrant la période 1971-2000. En 2020, Météo-France publie une typologie des climats de la France métropolitaine dans laquelle la commune est exposée à un climat océanique et est dans la région climatique  Moyenne vallée de la Loire, caractérisée par une bonne insolation (1 850 h/an) et un été peu pluvieux.
Pour la période 1971-2000, la température annuelle moyenne est de 12,3 °C, avec une amplitude thermique annuelle de 14,7 °C. Le cumul annuel moyen de précipitations est de 643 mm, avec 10,9 jours de précipitations en janvier et 6,1 jours en juillet. Pour la période 1991-2020, la température moyenne annuelle observée sur la station météorologique installée sur la commune est de 12,5 °C et le cumul annuel moyen de précipitations est de 612,8 mm,. Pour l'avenir, les paramètres climatiques de la commune estimés pour 2050 selon différents scénarios d'émission de gaz à effet de serre sont consultables sur un site dédié publié par Météo-France en novembre 2022.
| Mois                                  | jan.           | fév.          | mars          | avril         | mai           | juin          | jui.          | août          | sep.          | oct.          | nov.          | déc.          | année      |
| ------------------------------------- | -------------- | ------------- | ------------- | ------------- | ------------- | ------------- | ------------- | ------------- | ------------- | ------------- | ------------- | ------------- | ---------- |
| Température minimale moyenne (°C)     | 2,2            | 1,8           | 3,8           | 6             | 9,4           | 12,7          | 13,8          | 13,2          | 10,4          | 8,1           | 5,5           | 2,6           | 7,5        |
| Température moyenne (°C)              | 5,3            | 5,8           | 8,8           | 11,9          | 15            | 18,4          | 20,3          | 19,8          | 16,8          | 13            | 9,1           | 6,1           | 12,5       |
| Température maximale moyenne (°C)     | 8,4            | 9,9           | 13,7          | 17,7          | 20,6          | 24,2          | 26,8          | 26,5          | 23,2          | 18            | 12,8          | 9,5           | 17,6       |
| Record de froid (°C) date du record   | −15,5 07.01.09 | −12 12.02.12  | −5,5 06.03.10 | −2,4 04.04.19 | −0,5 14.05.10 | 2,6 07.06.20  | 6,1 24.07.11  | 4,9 21.08.14  | 0,4 20.09.12  | −3,5 31.10.12 | −5,8 07.11.17 | −9,7 19.12.09 | −15,5 2009 |
| Record de chaleur (°C) date du record | 15,9 25.01.16  | 22,3 27.02.19 | 25,3 31.03.21 | 29,5 20.04.18 | 32,2 28.05.17 | 40,6 29.06.19 | 40,9 25.07.19 | 38,9 07.08.20 | 35,7 14.09.20 | 30,4 03.10.11 | 23,2 07.11.15 | 16,6 19.12.15 | 40,9 2019  |
| Précipitations (mm)                   | 54,4           | 43,4          | 45,6          | 48,9          | 58,1          | 54,9          | 33            | 39,3          | 42,2          | 61,3          | 67,1          | 64,6          | 612,8      |

## Urbanisme

### Typologie
Au 1er janvier 2024, Saint-Nicolas-de-Bourgueil est catégorisée commune rurale à habitat dispersé, selon la nouvelle grille communale de densité à sept niveaux définie par l'Insee en 2022.
Elle est située hors unité urbaine et hors attraction des villes,.

### Occupation des sols
L'occupation des sols de la commune, telle qu'elle ressort de la base de données européenne d’occupation biophysique des sols Corine Land Cover (CLC), est marquée par l'importance des territoires agricoles (58,5 % en 2018), en diminution par rapport à 1990 (61,2 %). La répartition détaillée en 2018 est la suivante : 
cultures permanentes (37,5 %), forêts (37,2 %), prairies (10,9 %), zones agricoles hétérogènes (6,4 %), terres arables (3,8 %), eaux continentales (2,3 %), zones urbanisées (1,3 %), milieux à végétation arbustive et/ou herbacée (0,7 %). L'évolution de l’occupation des sols de la commune et de ses infrastructures peut être observée sur les différentes représentations cartographiques du territoire : la carte de Cassini (XVIIIe siècle), la carte d'état-major (1820-1866) et les cartes ou photos aériennes de l'IGN pour la période actuelle (1950 à aujourd'hui).

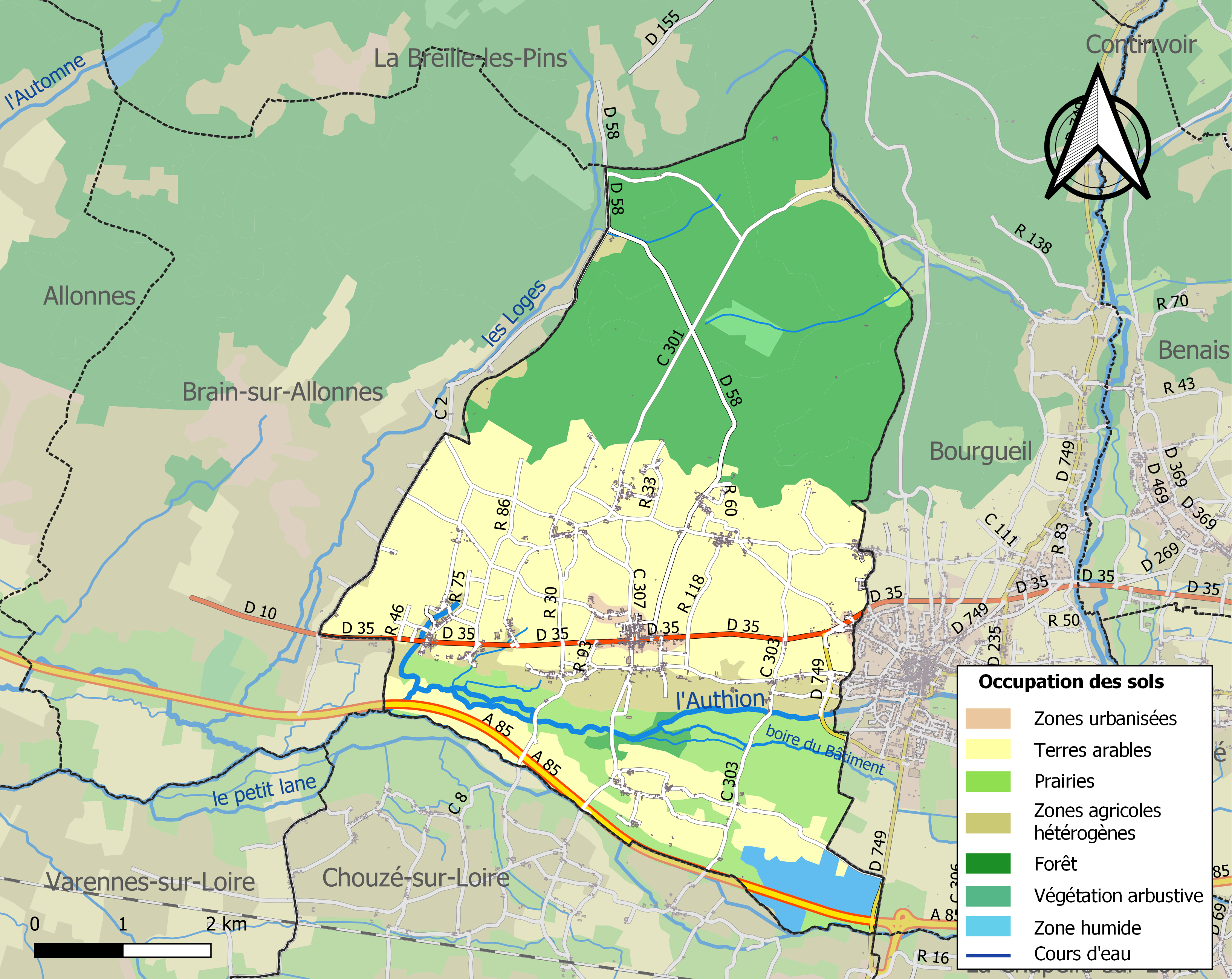
Carte des infrastructures et de l'occupation des sols de la commune en 2018 (CLC).

### Risques majeurs
Le territoire de la commune de Saint-Nicolas-de-Bourgueil est vulnérable à différents aléas naturels : météorologiques (tempête, orage, neige, grand froid, canicule ou sécheresse), inondations et séisme (sismicité faible). Il est également exposé à deux risques technologiques, la rupture d'un barrage et le risque nucléaire. Un site publié par le BRGM permet d'évaluer simplement et rapidement les risques d'un bien localisé soit par son adresse soit par le numéro de sa parcelle.

#### Risques naturels
Certaines parties du territoire communal sont susceptibles d’être affectées par le risque d’inondation par débordement de cours d'eau, notamment l'Authion, le Lane. La commune fait partie du territoire à risques importants d'inondation (TRI) d'Angers-Authion-Saumur, un des 21 TRI qui ont été arrêtés fin 2012 sur le bassin Loire-Bretagne et portés à 22 lors de l'actualisation de 2018. Des cartes des surfaces inondables ont été établies pour trois scénarios : fréquent (crue de temps de retour de 10 ans à 30 ans), moyen (temps de retour de 100 ans à 300 ans) et extrême (temps de retour de l'ordre de 1 000 ans, qui met en défaut tout système de protection),. La commune a été reconnue en état de catastrophe naturelle au titre des dommages causés par les inondations et coulées de boue survenues en 1982, 1994 et 1999,.

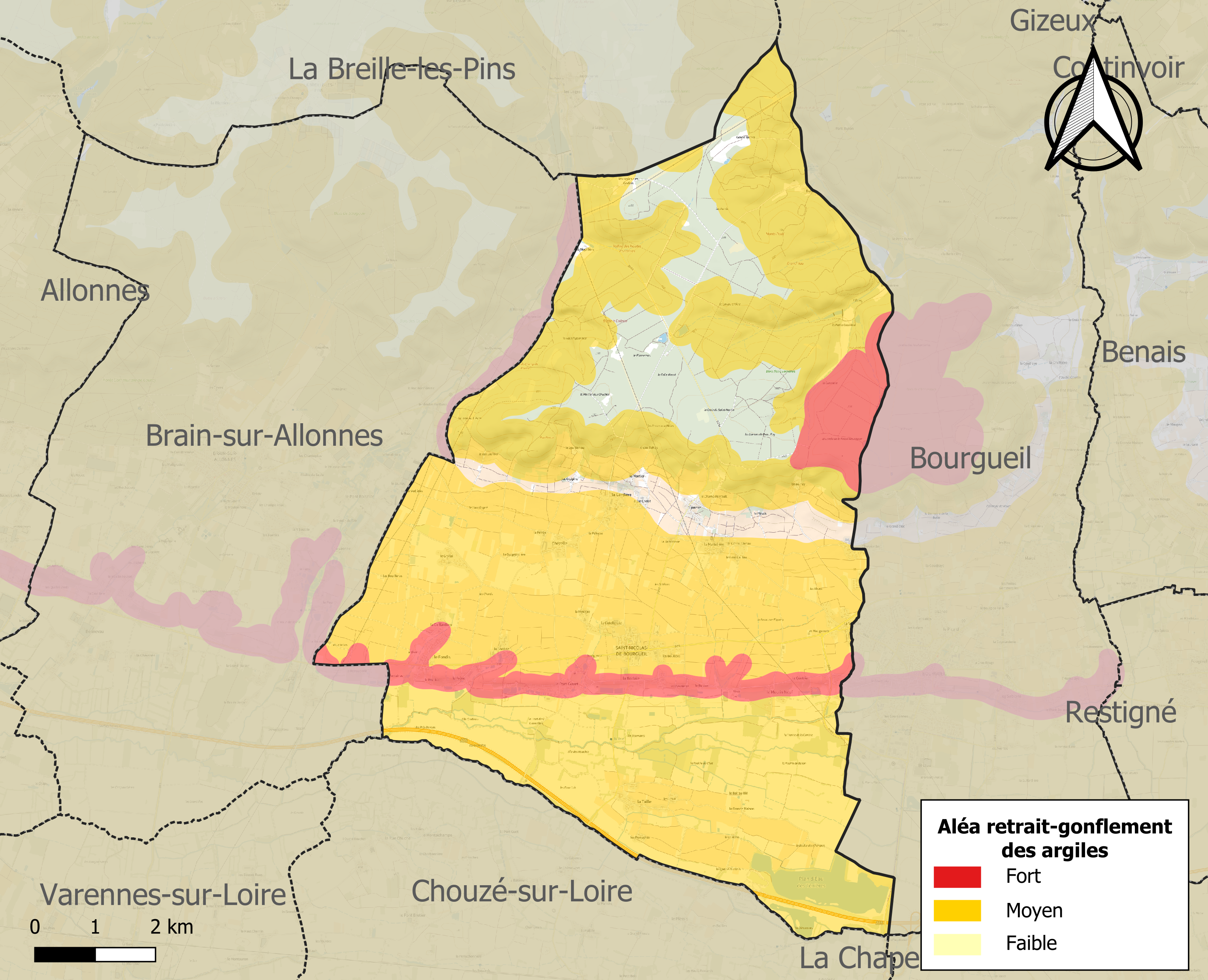
Carte des zones d'aléa retrait-gonflement des sols argileux de Saint-Nicolas-de-Bourgueil.

Le retrait-gonflement des sols argileux est susceptible d'engendrer des dommages importants aux bâtiments en cas d’alternance de périodes de sécheresse et de pluie. 86,5 % de la superficie communale est en aléa moyen ou fort (90,2 % au niveau départemental et 48,5 % au niveau national). Sur les 659 bâtiments dénombrés sur la commune en 2019, 621 sont en aléa moyen ou fort, soit 94 %, à comparer aux 91 % au niveau départemental et 54 % au niveau national. Une cartographie de l'exposition du territoire national au retrait gonflement des sols argileux est disponible sur le site du BRGM,.
Concernant les mouvements de terrains, la commune a été reconnue en état de catastrophe naturelle au titre des dommages causés par des mouvements de terrain en 1999.

#### Risques technologiques
Une partie du territoire de la commune est en outre située en aval d'une digue. À ce titre elle est susceptible d’être touchée par l’onde de submersion consécutive à la rupture de cet ouvrage.
En cas d’accident grave, certaines installations nucléaires sont susceptibles de rejeter dans l’atmosphère de l’iode radioactif. La commune étant située dans le périmètre immédiat de 5 km autour de la centrale nucléaire de Chinon, elle est exposée au risque nucléaire. À ce titre les habitants de la commune ont bénéficié, à titre préventif, d'une distribution de comprimés d’iode stable dont l’ingestion avant rejet radioactif permet de pallier les effets sur la thyroïde d’une exposition à de l’iode radioactif. En cas d'incident ou d'accident nucléaire, des consignes de confinement ou d'évacuation peuvent être données et les habitants peuvent être amenés à ingérer, sur ordre du préfet, les comprimés en leur possession.

## Histoire
L'ancienne ecclesia Sancti Nicolai, mentionnée en 1208, était située au nord-est de l'actuel cimetière de Bourgueil.
La partie basse de la commune a souffert des crues de la Loire, notamment en 1482 et 1856. En 1482, les dégâts furent tels que le Roi accorda aux habitants deux ans de remise d'impôts.
Sous l'Ancien Régime, la paroisse faisait partie de la sénéchaussée de Saumur et de la province d'Anjou.
En 1790, la population manifeste avec ceux de Bourgueil pour le maintien de leur village dans la juridiction administrative de Saumur. L'Assemblée Constituante en décida autrement et la partie occidentale du Saumurois (de Bourgueil à Gizeux) fut détachée de l'Anjou historique et rattachée au tout nouveau département d'Indre-et-Loire, ainsi que le territoire de Château-la-Vallière également détaché de l'Anjou.
En 1790-1794, Saint-Nicolas-de-Bourgueil a annexé la commune de la Taille. Le bourg actuel de Saint-Nicolas fut construit au centre de la commune sous la Monarchie de Juillet.
Le 19 juin 2021 une tornade détruit partiellement la toiture de l'église et emporte une partie du clocher, la salle des fêtes et la mairie sont aussi touchées.

## Blasonnement
|  | Les armoiries de Saint-Nicolas-de-Bourgueil se blasonnent ainsi : De sinople au tonneau d'or posé en pal en pointe, à la crosse du même brochante, à deux pampres de vignes d'or mouvant du tonneau et passés en sautoir, chargés de trois grappes de raisin de pourpre l'une brochant en abîme, les deux autres en flancs, accompagnés de deux roses d'or, une dans chaque canton du chef. |

## Politique et administration

### Liste des maires
| Période                                  | Période  | Identité          | Étiquette | Qualité                        |
| ---------------------------------------- | -------- | ----------------- | --------- | ------------------------------ |
| maire en 1962                            | ?        | Robert Amirault   | Rad.      | Viticulteur Conseiller général |
| avant 1981                               | ?        | Jean Godefroy     | PS        |                                |
| ?                                        | ?        | Christiane Vallée | DVD       |                                |
| mars 2001                                | 2020     | Christel Cousseau | PS        | Agriculteur                    |
| 2020                                     | En cours | Sébastien Berger  |           | Sapeur-Pompier                 |
| Les données manquantes sont à compléter. |          |                   |           |                                |

### Tendances politiques et résultats
| Scrutin             | Scrutin             | 1er tour | 1er tour | 1er tour | 1er tour | 1er tour  | 1er tour | 1er tour | 1er tour  | 1er tour | 1er tour | 1er tour | 1er tour | 2d tour | 2d tour | 2d tour | 2d tour | 2d tour | 2d tour |
| Scrutin             | Scrutin             | 1er      | 1er      | %        | 2e       | 2e        | %        | 3e       | 3e        | %        | 4e       | 4e       | %        | 1er     | 1er     | %       | 2e      | 2e      | %       |
| ------------------- | ------------------- | -------- | -------- | -------- | -------- | --------- | -------- | -------- | --------- | -------- | -------- | -------- | -------- | ------- | ------- | ------- | ------- | ------- | ------- |
| Présidentielle 2017 | Présidentielle 2017 |          | FN       | 30,31    |          | LR        | 25,44    |          | EM        | 18,27    |          | LFI      | 11,37    |         | EM      | 55,98   |         | FN      | 44,02   |
| Présidentielle 2022 | Présidentielle 2022 |          | RN       | 34,94    |          | LREM      | 26,81    |          | LFI       | 11,60    |          | REC      | 5,57     |         | RN      | 52,23   |         | LREM    | 47,77   |
| Législatives 2022   | 5e                  |          | RN       | 36,55    |          | MoDem-Ens | 28,43    |          | PCF-Nupes | 10,15    |          | REC      | 10,15    |         | RN      | 54,82   |         | MoDem   | 45,18   |
| Législatives 2024   | 5e                  |          | RN       | 46,30    |          | MoDem-Ens | 19,45    |          | PCF-NFP   | 19,10    |          | LR       | 12,74    |         | RN      | 55,12   |         | MoDem   | 44,88   |

## Population et société

### Évolution démographique
L'évolution du nombre d'habitants est connue à travers les recensements de la population effectués dans la commune depuis 1793. Pour les communes de moins de 10 000 habitants, une enquête de recensement portant sur toute la population est réalisée tous les cinq ans, les populations de référence des années intermédiaires étant quant à elles estimées par interpolation ou extrapolation. Pour la commune, le premier recensement exhaustif entrant dans le cadre du nouveau dispositif a été réalisé en 2006.

En 2022, la commune comptait 1 118 habitants, en évolution de +0,54 % par rapport à 2016 (Indre-et-Loire : +1,67 %, France hors Mayotte : +2,11 %).
| 1793  | 1800  | 1806  | 1821  | 1831  | 1836  | 1841  | 1846  | 1851  |
| ----- | ----- | ----- | ----- | ----- | ----- | ----- | ----- | ----- |
| 1 680 | 1 629 | 1 815 | 1 829 | 2 104 | 2 031 | 1 987 | 1 957 | 1 974 |

| 1856  | 1861  | 1866  | 1872  | 1876  | 1881  | 1886  | 1891  | 1896  |
| ----- | ----- | ----- | ----- | ----- | ----- | ----- | ----- | ----- |
| 1 954 | 1 910 | 1 907 | 1 868 | 1 790 | 1 736 | 1 678 | 1 678 | 1 658 |

| 1901  | 1906  | 1911  | 1921  | 1926  | 1931  | 1936  | 1946  | 1954  |
| ----- | ----- | ----- | ----- | ----- | ----- | ----- | ----- | ----- |
| 1 573 | 1 536 | 1 440 | 1 345 | 1 350 | 1 214 | 1 239 | 1 195 | 1 270 |

| 1962  | 1968  | 1975  | 1982  | 1990  | 1999  | 2006  | 2011  | 2016  |
| ----- | ----- | ----- | ----- | ----- | ----- | ----- | ----- | ----- |
| 1 319 | 1 273 | 1 173 | 1 116 | 1 176 | 1 194 | 1 219 | 1 159 | 1 112 |

| 2021  | 2022  | - | - | - | - | - | - | - |
| ----- | ----- | - | - | - | - | - | - | - |
| 1 110 | 1 118 | - | - | - | - | - | - | - |

### Enseignement
Saint-Nicolas-de-Bourgueil se situe dans l'Académie d'Orléans-Tours (Zone B) et dans la circonscription de Langeais.
L'école primaire accueille les élèves de la commune.

## Économie

### Viticulture

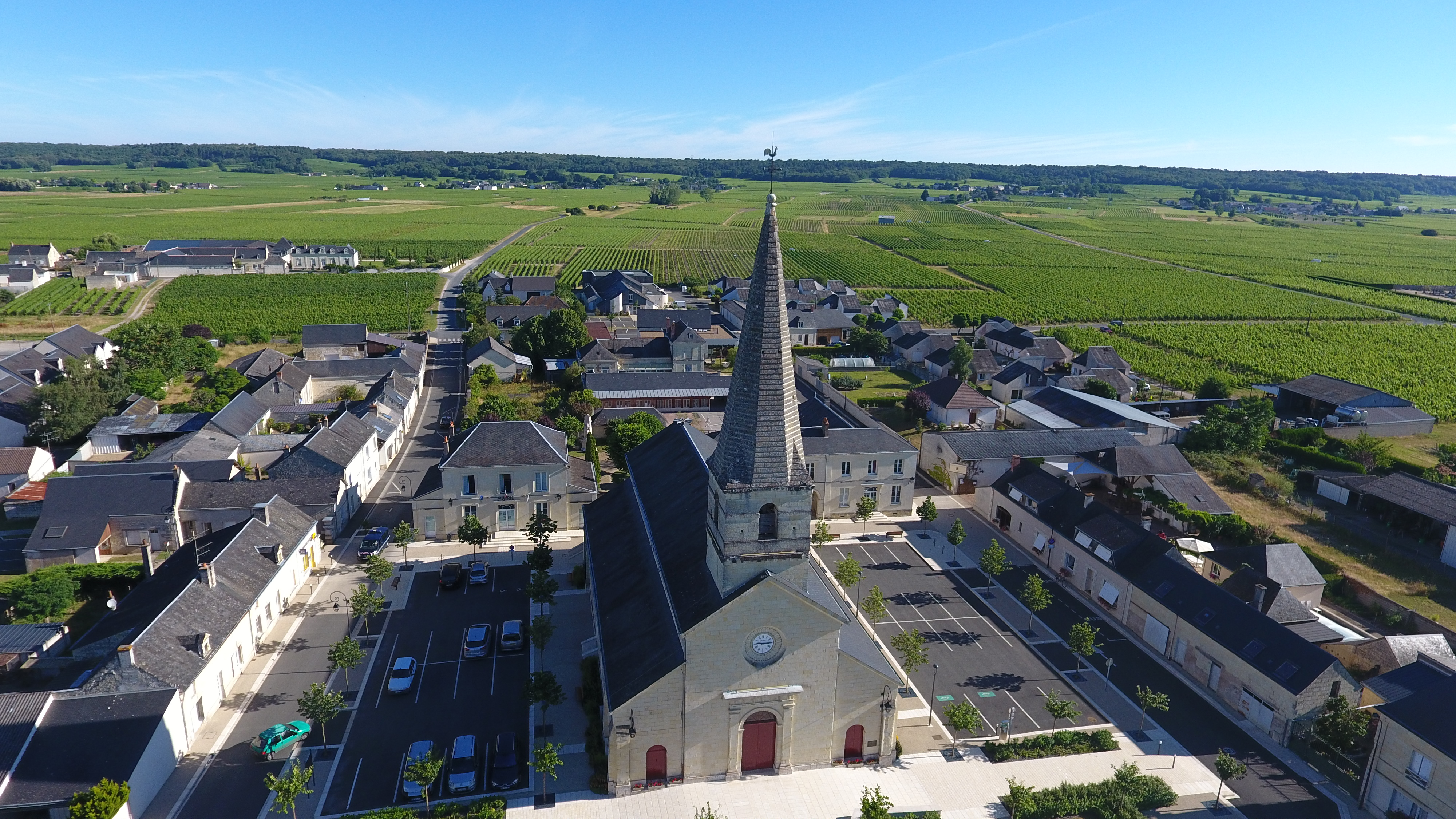
Le village au milieu des vignes.

Située en plein cœur du vignoble de la Touraine, la commune de Saint-Nicolas-de-Bourgueil est un haut lieu de la viticulture ligérienne. Les vins les plus connus sont bien évidemment les Saint-nicolas-de-bourgueil (AOC) et le Bourgueil (AOC) qui existent en rouge et en rosé. Cependant, d'autres vins peuvent y être produits comme: le Touraine, le Crémant de Loire, l'IGP Val de Loire et le Rosé de Loire.

## Personnalité liée à la commune
- Marie Dupin, une conquête de Pierre de Ronsard, y vécut toute sa vie.

## Patrimoine
- Manoir du Port-Guyet

## Héraldique
| Blason de Saint-Nicolas-de-Bourgueil | Blason  | De sinople au tonneau d'or posé en pal en pointe, à la crosse du même brochante, à deux pampres de vigne d'or mouvant du tonneau et passés en sautoir, chargés de trois grappes de raisin de pourpre, l'une brochant en abîme, les deux autres en flancs, accompagnés de deux roses d'or, une dans chaque canton du chef. |
| Blason de Saint-Nicolas-de-Bourgueil | Détails | Le statut officiel du blason reste à déterminer. |